# Municipio de Grant (condado de Vermilion)
El municipio de Grant (en inglés: Grant Township) es un municipio ubicado en el condado de Vermilion en el estado estadounidense de Illinois. En el año 2010 tenía una población de 6028 habitantes y una densidad poblacional de 26,85 personas por km².

## Geografía
El municipio de Grant se encuentra ubicado en las coordenadas 40°26′31″N 87°38′50″O / 40.44194, -87.64722. Según la Oficina del Censo de los Estados Unidos, el municipio tiene una superficie total de 224.54 km², de la cual 224,46 km² corresponden a tierra firme y (0,04 %) 0,08 km² es agua.

## Demografía
Según el censo de 2010, había 6028 personas residiendo en el municipio de Grant. La densidad de población era de 26,85 hab./km². De los 6028 habitantes, el municipio de Grant estaba compuesto por el 93,3 % blancos, el 0,88 % eran afroamericanos, el 0,43 % eran amerindios, el 0,28 % eran asiáticos, el 3,85 % eran de otras razas y el 1,26 % eran de una mezcla de razas. Del total de la población el 9,72 % eran hispanos o latinos de cualquier raza.